# Monomorium bidentatum
Monomorium bidentatum là một loài kiến trong phân họ Myrmicinae. Nó là loài đặc hữu của Chile và Argentina.